# Vladimir Andrejev
Vladimir Vasiljevitj Andrejev (ryska: Владимир Васильевич Андреев), född 7 september 1966 i Tjuvasjien, död 16 april 2024, var en rysk friidrottare som tävlade i gång.
Andrejev deltog vid VM 1993 i Stuttgart där han slutade på en 19:e plats i 20 km gång. Han blev bronsmedaljör vid IAAF World Race Walking Cup 1999 och året efter blev han också bronsmedaljör vid olympiska sommarspelen i Sydney. 
Vid EM 2002 slutade han på andra plats i 20 km gång och vid IAAF World Race Walking Cup 2002 slutade han också tvåa. 
Hans sista mästerskap blev olympiska sommarspelen 2004 i Aten då han slutade på en sjunde plats. 
Under 2005 testades han positivt för dopning och stängdes av i ett år.